# Hermann Julier
Hermann Julier (* 13. Februar 1877 in Mingolsheim; † 16. Juni 1939 ebenda) war Landwirt, Mühlenbesitzer, Bürgermeister und Reichstagsabgeordneter. Er war von 1912 bis 1921 Bürgermeister in Mingolsheim, von 1924 bis 1930 Reichstagsabgeordneter (Badischer Landbund, DNVP-Hospitant, CNBL) und von 1923 bis 1932 Gründer und Vorstandsmitglied der „Licht und Kraft“, Wiesloch.

## Lebenslauf
Julier wurde als Sohn eines wohlhabenden Müllers 1877 in Mingolsheim geboren. Er war der Sohn aus der zweiten Ehe des Georg Julier aus Heidelsheim mit der Rosalinde Susanna Deutsch aus Stettfeld. Als Hermann 16 Jahre alt war, verstarb sein Vater Georg, fünf Jahre später verschied auch seine Mutter. Julier absolvierte eine Schulausbildung im Elsass, weswegen er keinen Wehrdienst leisten musste. 1897/98 erlernte er das Müllerhandwerk, bereiste die Schweiz und Italien, bevor er 1900 den väterlichen Betrieb übernahm.
Am 9. Oktober 1910 heiratete er in Mingolsheim Mathilde Wüst, Tochter des Mingolsheimer Schneiders, Theodor Wüst. Die Schwiegermutter war Bertha Bürger, welche aus Östringen stammte.
1912 wurde Julier zum Bürgermeister seiner Heimatgemeinde gewählt, eine Tätigkeit, die er als Zivilist auch während der Kriegsjahre ausfüllte und die ihm Zugang zu einer Reihe von überörtlichen Funktionen bot. So wurde er als „geschäftsgewandter“ Mann mit Aufgaben der kreisweiten Verteilung von Wirtschaftskarten betraut. Für seinen Einsatz wurde ihm später das preußische Verdienstkreuz für Kriegshilfe verliehen. Von 1914 bis 1921 war er Mitglied des Bezirksrats, zwischen 1916 und 1918 Abgeordneter der Gemeinden in der Karlsruher Kreisversammlung. Auf diese Weise gewann er Kontakte, die ihm in den Nachkriegsjahren zu einer weiteren Funktionärskarriere verhalfen: Er engagierte sich nach Kriegsende bei der Neugründung des Badischen Gemeindeverbands (ab 1923: Verband badischer Gemeinden), dessen Vorsitz er von 1920 bis 1924 übernahm. Der Verband mühte sich in dieser Zeit vor allem um die Ausgestaltung der gemeindlichen Selbstverwaltung und eine verbesserte Stellung der Gemeindebeamten und Bürgermeister. Letzteres bezog sich nicht nur auf finanzielle und rechtliche Fragen, auch die Unterstützung eines für diese Berufsgruppen gedachten Erholungsheims „zum Sternen“ in Höllsteig zählte dazu.
1920 betrieb Julier gemeinsam mit weiteren Bürgermeistern die Gründung der „Licht- und Kraftversorgung Wiesloch“ (1938 auf das Badenwerk übergegangen), eine Genossenschaft, die vom Mannheimer Kraftwerk Rheinau Strom bezog und in ihrem Versorgungsgebiet verteilte. Der Gemeindeverband nahm dieses Pilotprojekt zum Anlass, für weitere Genossenschaften dieser Art zu werben, weil dieses Vorgehen zu einer „Sozialisierung“ der Stromversorgung führen könnten.
Sein Hauptaugenmerk richtete Julier indes auf die Landwirtschaft, er betrieb selbst eine Rebbauversuchsanlage und war von 1921 bis 1926 Vorsitzender des landwirtschaftlichen Bezirksvereins Bruchsal.
Im Mai 1924 und bei den Neuwahlen im Dezember 1924 gewann er für den Badischen Landbund im Wahlkreis 32 (Baden) jeweils einen Sitz im Reichstag. Weil die Landbündler keine Fraktionsstärke erreichen konnten, schloss sich Julier als Hospitant der DNVP an. Wegen dieser engen Verbindung sah sich Julier zum Teil heftiger Kritik ausgesetzt. Obgleich die sich verschärfende Landwirtschaftskrise 1928 dazu führte, dass mehrere Landbundabgeordnete die DNVP verließen, blieb Julier zunächst in der Fraktion. Der Landbund rückte offenbar von Julier ab, während die DNVP ihm für die bevorstehenden Reichstagswahlen den zweiten Listenplatz in Baden einzuräumen versuchte. Julier betrieb indes in Baden den Aufbau einer Parteiorganisation für die gerade gegründete Christlich-Nationale Bauern- und Landvolkpartei (CNBL). Obgleich die CNBL bei den Wahlen 1928 in Baden schwach abschnitt, zog Julier wieder in den Reichstag ein, weil er auf der Reichsliste abgesichert war. Bis 1930 blieb er Abgeordneter der CNBL im Reichstag, dann zog er sich aus gesundheitlichen Gründen von der Politik zurück. Sein strategisches Geschick, mit dem er trotz vielfältiger Interessendivergenzen seinen Abgeordnetensitz erhalten konnte, korrespondiert mit einer Schwäche für Titel und Positionen. Das wird u. a. augenfällig in den Biographien, die Julier in den Reichstagshandbüchern über sich veröffentlichen ließ und deren Länge teilweise die Einträge namhafter Politiker der Weimarer Republik übertraf.
Julier war ein Funktionär, der mit fraglosem Geschick für organisatorischen Zusammenhalt sorgte, frühzeitig Tendenzen erkannte und förderte, dann aber wenig inhaltliche Anstöße gab. Während seiner Abgeordnetentätigkeit im Reich besetzte er vor allem landwirtschaftliche und in diesem Zusammenhang zoll- und steuerpolitische Themen, setzte sich aber auch für die Verbesserung der Infrastruktur in Nordbaden und den Bau neuer Rheinbrücken im Großraum Mannheim ein. Er pflegte unterdessen einen nicht unbescheidenen Lebensstil, auch dürfte ihn der Erhalt seiner politischen Stellung in der komplexen Struktur der Bauernverbände Geld gekostet haben. Jedenfalls geriet Juliers Mühlenbetrieb Ende der 1920er Jahre in finanzielle Engpässe. In diese Zeit fallen auch schwere gesundheitliche Probleme. Als Vorstandsvorsitzender der „Licht und Kraft Wiesloch“ leistete sich Julier einige finanzielle Freiheiten, die mit Grund zu derber NS-Propaganda lieferte. Wegen finanzieller Unregelmäßigkeiten trat der überschuldete Hermann Julier 1932 auf Druck des Aufsichtsrates sein Vorstandsamt ab, im Zuge der Aufklärung von weiteren ungebuchten Honorarzuwendungen an zwei Direktoren musste er 1933 einige Tage in Untersuchungshaft verbringen. Ein gleichfalls in unsaubere Geschäfte verwickelter Geschäftsführer des Strombetriebs erschoss sich.
Hermann Julier starb am 16. Juni 1939 verarmt.